# 우단

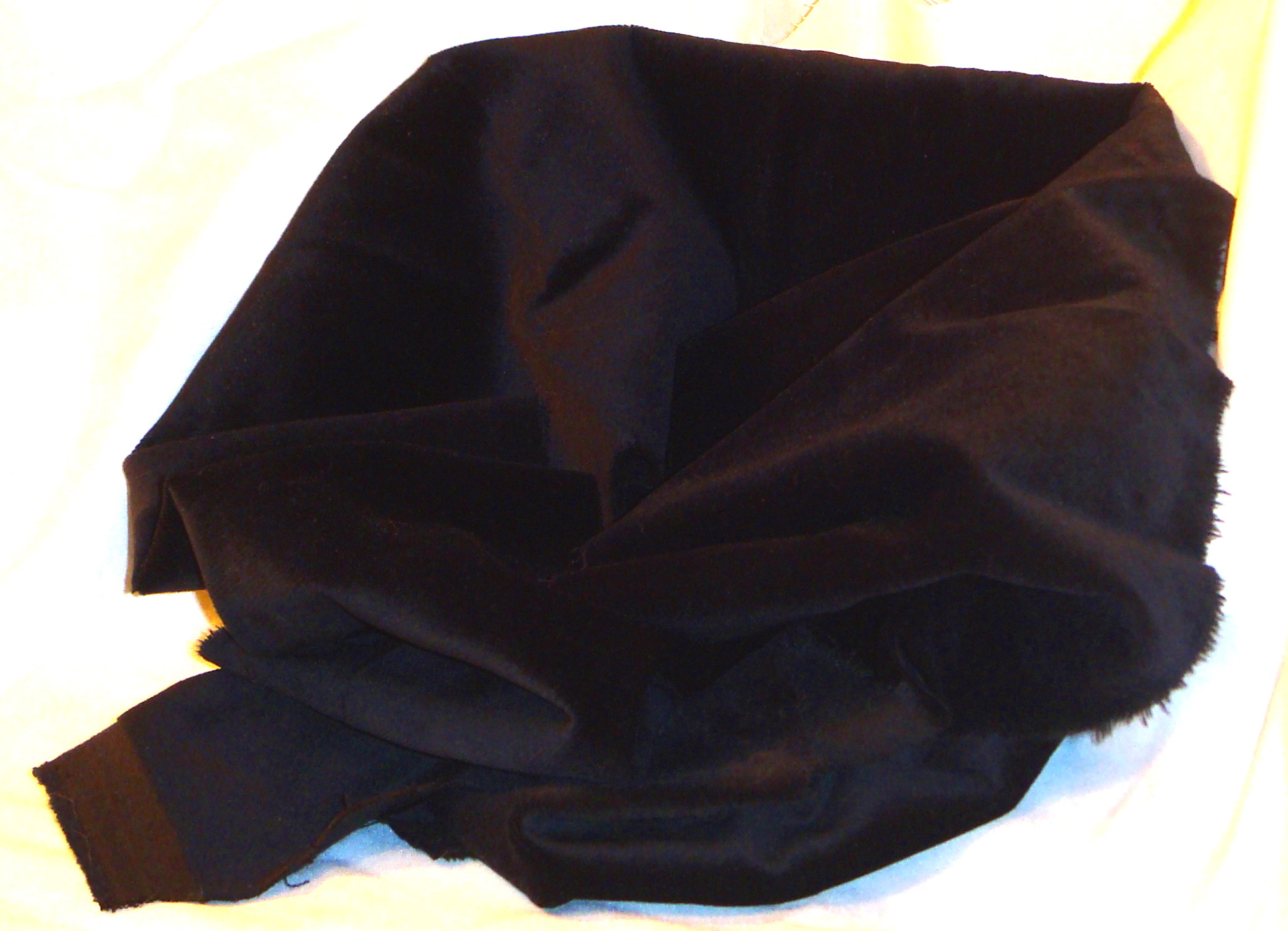
대표적인 벨벳

우단(羽緞, 영어: velvet 벨벳[*], 포르투갈어: veludo 비로드[*])은 거죽에 고운 털이 돋도록 짠 비단으로 촉감이 부드럽고 화려하다. 비단·레이온·나일론·폴리에스테르·아세테이트로 만들거나 또는 이 섬유들을 혼방해서 만든다.

## 갤러리

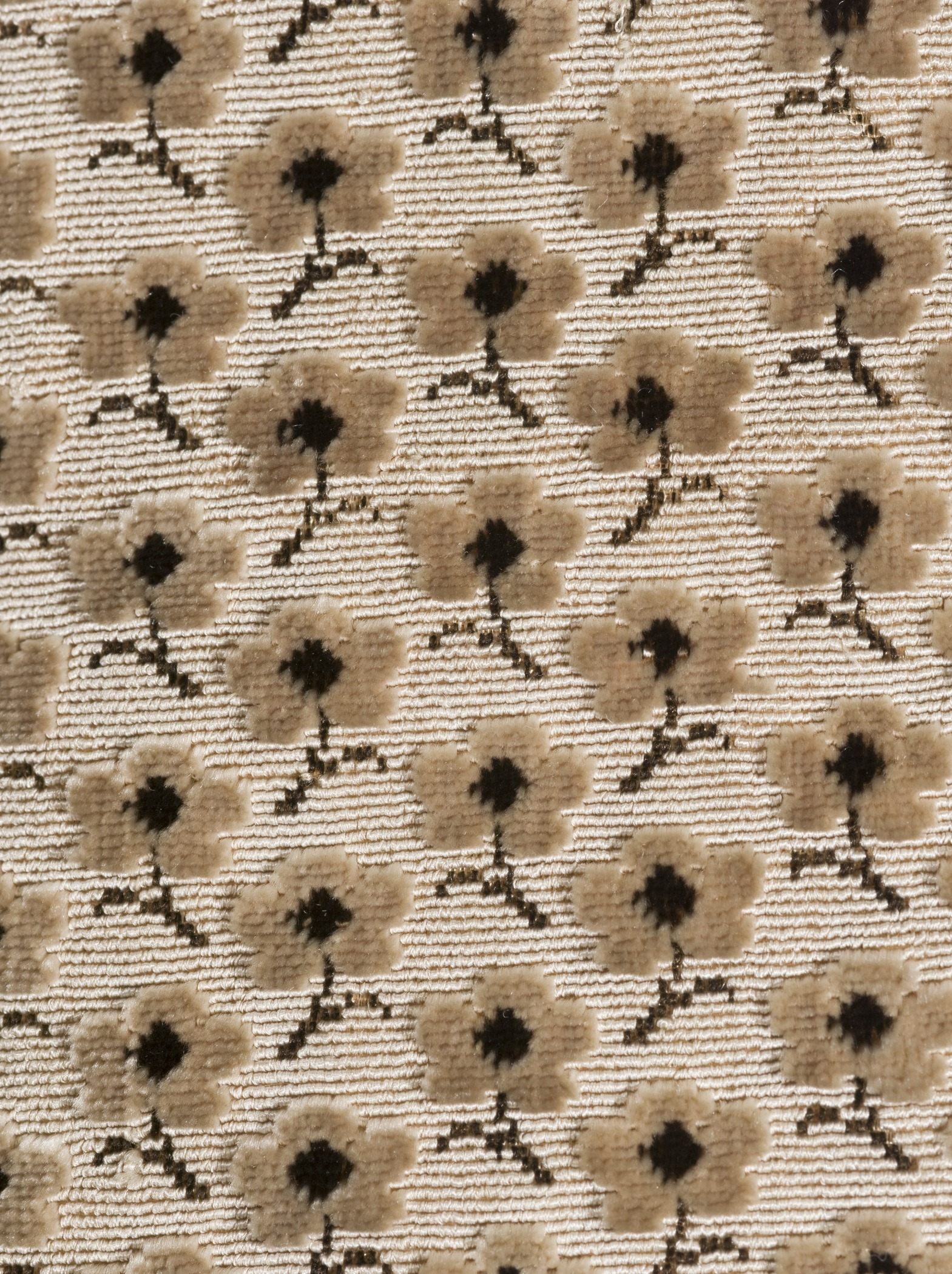
Ciselé
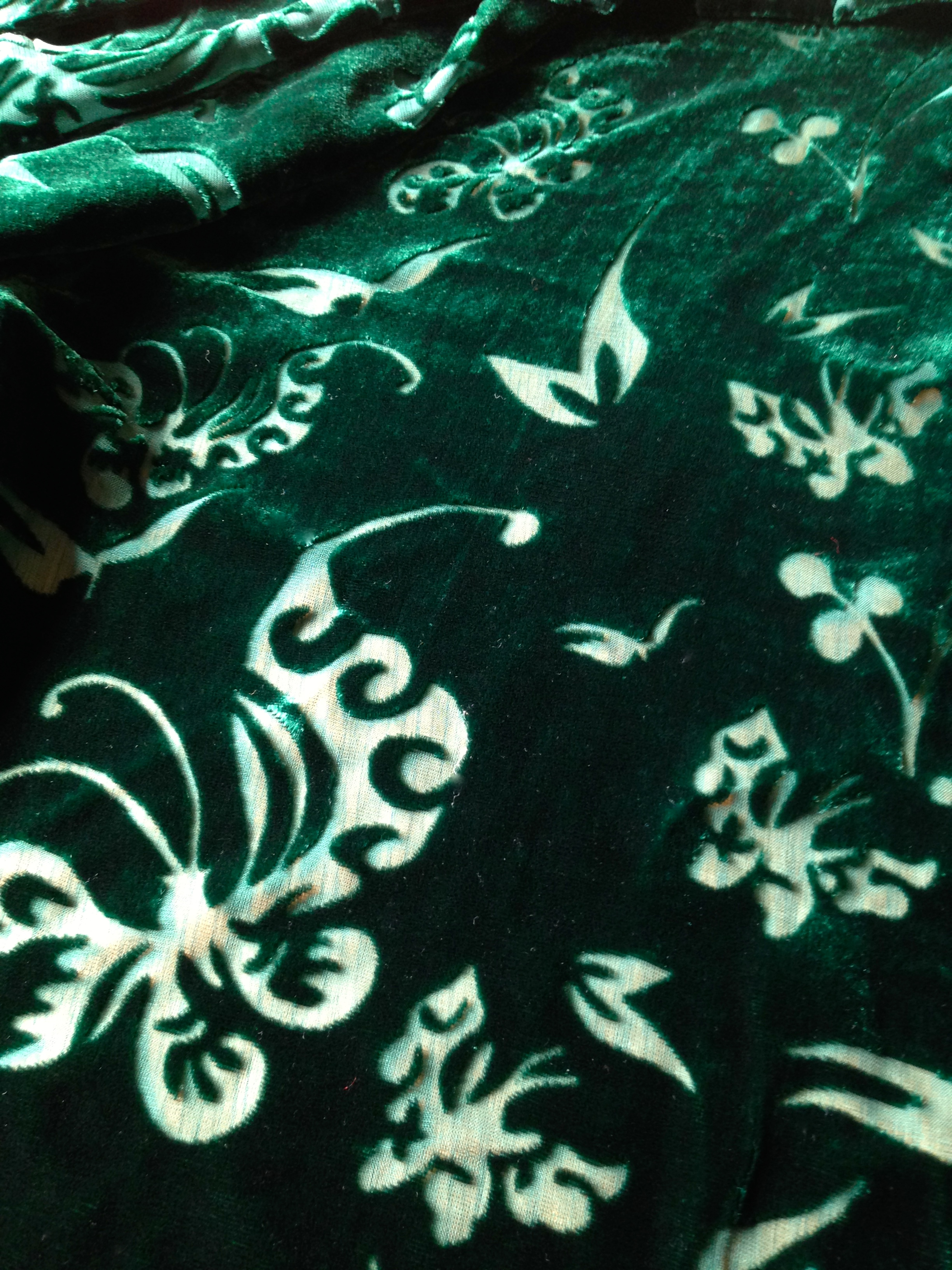
Devoré
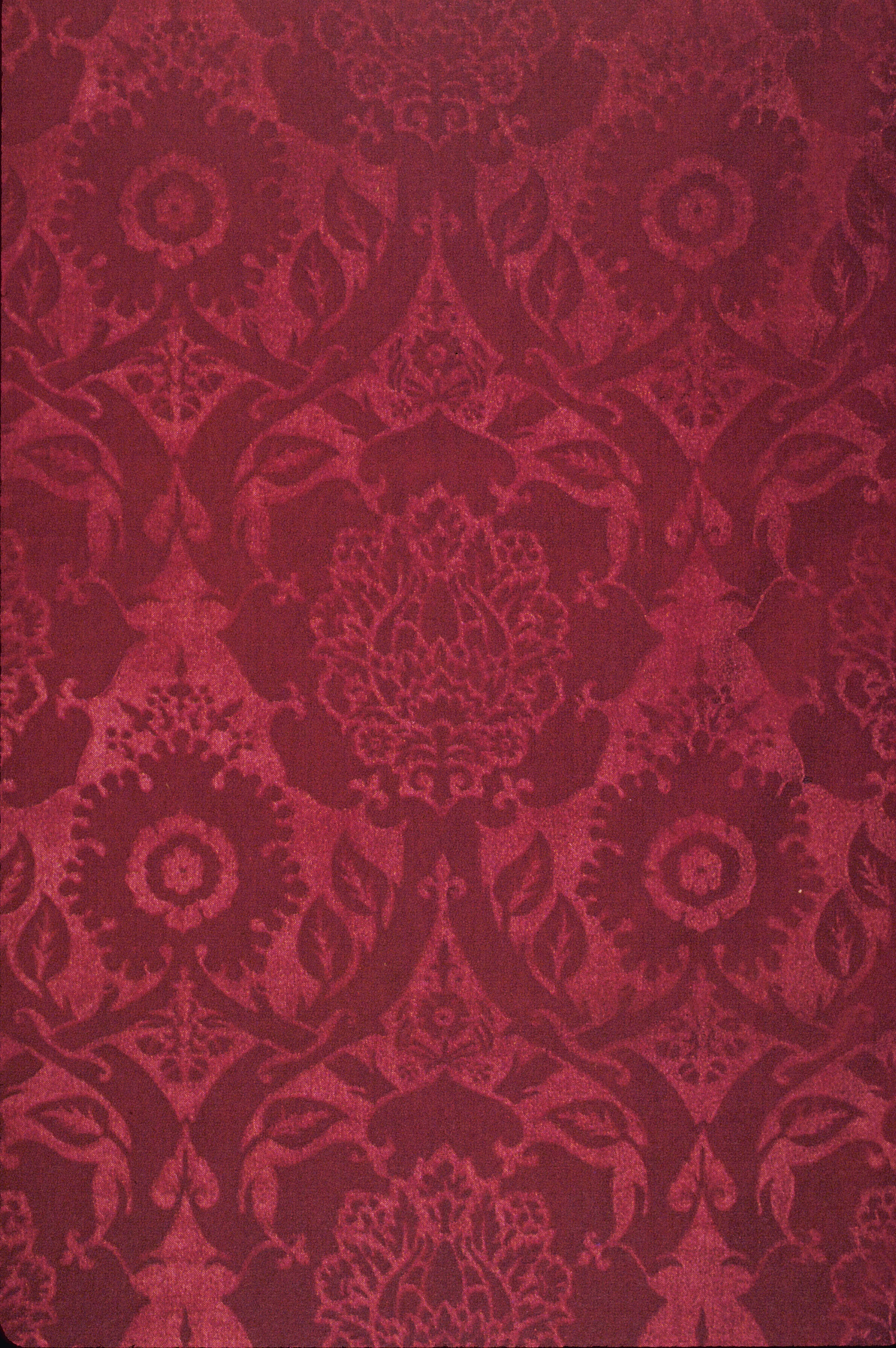
Embossed
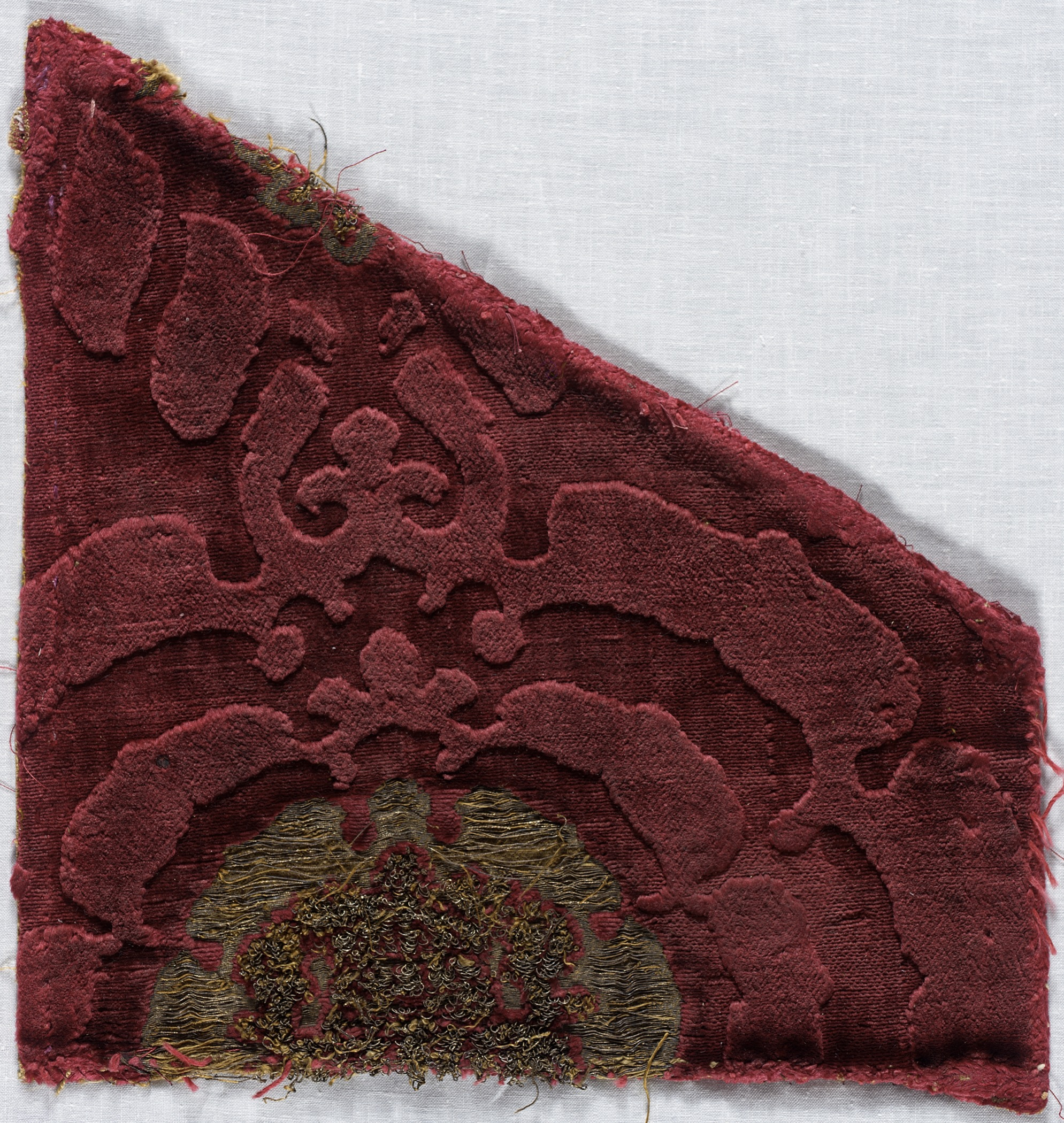
Pile-on-pile
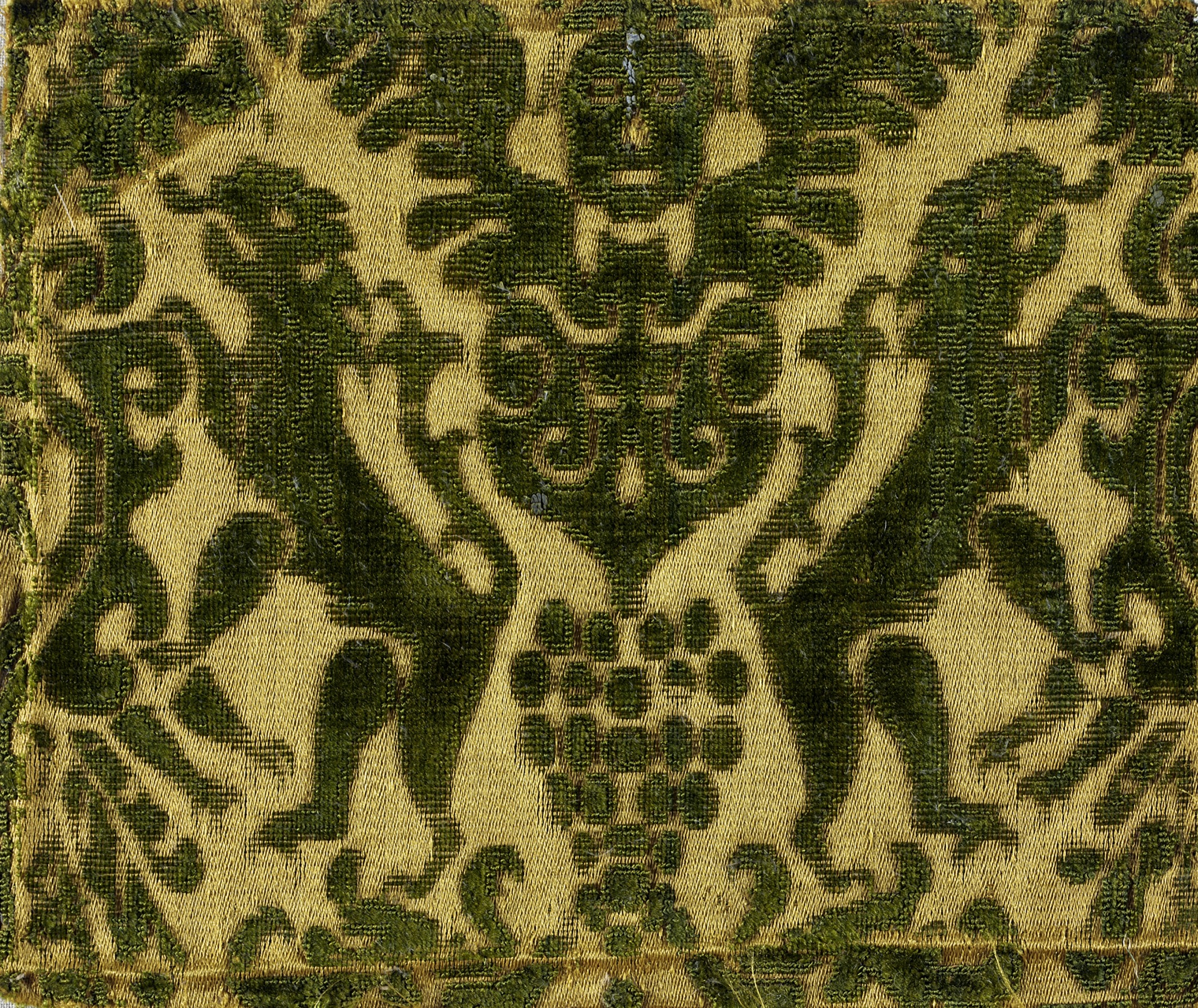
Voided

## 같이 보기
- 벨로아
- 테리클로스

## 참고 자료
- 이 문서에는 다음커뮤니케이션(현 카카오)에서 GFDL 또는 CC-SA 라이선스로 배포한 글로벌 세계대백과사전의 내용을 기초로 작성된 글이 포함되어 있습니다.